# Leibnitz
Leibnitz (in sloveno Lipnica) è un comune austriaco di 12 176 abitanti nell'omonimo distretto (del quale è capoluogo e centro maggiore), in Stiria; ha lo status di città capoluogo di distretto (Bezirkshauptstadt). Il 1º gennaio 2015 ha inglobato i comuni soppressi di Kaindorf an der Sulm e Seggauberg.